# Milton Kibbee
Milton Kibbee (Santa Fe, 27 gennaio 1896 – Simi Valley, 17 aprile 1970) è stato un attore statunitense.
Apparve in più di 360 film tra il 1933 e il 1953. Fratello dell'attore Guy Kibbee, sua figlia era l'attrice Lois Kibbee.

## Filmografia parziale
- College Coach, regia di William A. Wellman (1933)
- Moonlight on the Prairie, regia di D. Ross Lederman (1935)
- La tigre del Bengala (Bengal Tiger), regia di Louis King (1936)
- Back in Circulation, regia di Ray Enright (1937)
- Smart Blonde, regia di Frank McDonald (1937)
- Overland Stage Raiders, regia di George Sherman (1938)
- I ruggenti anni venti (The Roaring Twenties), regia di Raoul Walsh (1939)
- Mr. Smith va a Washington (Mr. Smith Goes to Washington), regia di Frank Capra (1939)
- Musica indiavolata (Strike Up the Band), regia di Busby Berkeley (1940)
- That Gang of Mine, regia di Joseph H. Lewis (1940)
- Too Many Blondes, regia di Thornton Freeland (1941)
- Across the Sierras, regia di D. Ross Lederman (1941)
- I dominatori (In Old California), regia di William C. McGann (1942)
- La sirena della giungla (Jungle Siren), regia di Sam Newfield (1942)
- Sabotatori (Saboteur), regia di Alfred Hitchcock (1942)
- Due gambe... un milione! (Bowery to Broadway), regia di Charles Lamont (1944)
- La storia del dottor Wassell (The Story of Dr. Wassell), regia di Cecil B. DeMille (1944)
- Sette settimane di guai (Johnny Doesn't Live Here Anymore), regia di Joe May (1944)
- Notte d'angoscia (When Strangers Marry), regia di William Castle (1944)
- La sfida di King Kong (White Pongo), regia di Sam Newfield (1945)
- Junior Prom, regia di Arthur Dreifuss (1946)
- Strange Holiday, regia di Arch Oboler (1946)
- Il bandito senza nome (Somewhere in the Night), regia di Joseph L. Mankiewicz (1946)
- La signora del fiume (River Lady), regia di George Sherman (1948)
- Il mongolo ribelle (State Department: File 649), regia di Sam Newfield (1949)
- Daughter of the West, regia di Harold Daniels (1949)
- County Fair, regia di William Beaudine (1950)
- Il villaggio dell'uomo bianco (When the Redskins Rode), regia di Lew Landers (1951)
- Pistole infallibili (Born to the Saddle), regia di William Beaudine (1953)